# حي الرحيب
حي الرحيب، حي من أحياء ظهران الجنوب التابعة لمنطقة عسير، يتضمن هدا الحي شارع 20 والذي يتميز بالنشاط التجاري الذي يكون فيه خاصة عند المواسم. كما يوجد فيه مبنى الأحوال المدنية بالمحافظة. توجد فيه مدرسة سعد بن أبي وقاص المتوسطة والثانوية ويوجد به المستوصف الرئيسي بالمحافظة.